# Cruas
Cruas település Franciaországban, Ardèche megyében. Lakosainak száma 2954 fő (2022. január 1.). Cruas Baix, Meysse, Saint-Lager-Bressac, Saint-Vincent-de-Barrès, La Coucourde és Les Tourrettes községekkel határos.

## Népesség
A település népességének változása:
| Lakosok száma | 1978 | 2370 | 2200 | 2635 | 2935 | 2976 | 3008 | 3063 | 3069 | 2954 |
|               | 1968 | 1982 | 1990 | 2006 | 2013 | 2015 | 2017 | 2019 | 2020 | 2022 |